# Sarno
Sarno är en ort och kommun i provinsen Salerno i regionen Kampanien i Italien. Kommunen hade 31 625 invånare (2017).